# Stazione di Ebeotsu
La stazione di Ebeotsu (江部乙駅?, Ebeotsu-eki) è una stazione della città di Takikawa situata sulla linea principale Hakodate e gestita da JR Hokkaido.

## Struttura
La stazione è dotata di due binari con due marciapiedi laterali.
| 1 | ■ Linea principale Hakodate | per Takikawa, Iwamizawa e Sapporo                                                       |
| 2 | ■ Linea principale Hakodate | Binario di servizio per i treni qui terminanti o per i sorpassi degli Espressi Limitati |
| 3 | ■ Linea principale Hakodate | per Fukagawa e Asahikawa                                                                |

## Stazioni adiacenti
| «                         | Servizio                  | »                         |
| Linea principale Hakodate | Linea principale Hakodate | Linea principale Hakodate |
| ------------------------- | ------------------------- | ------------------------- |
| Takikawa                  | Tutti i treni             | Moseushi                  |